# Solenopsis leptanilloides
Solenopsis leptanilloides är en myrart som beskrevs av Santschi 1925. Solenopsis leptanilloides ingår i släktet eldmyror, och familjen myror. Inga underarter finns listade i Catalogue of Life.